# Platypeza sauteri
Platypeza sauteri är en tvåvingeart som först beskrevs av Oldenberg 1914.  Platypeza sauteri ingår i släktet Platypeza och familjen svampflugor.
Artens utbredningsområde är Taiwan. Inga underarter finns listade i Catalogue of Life.